# Horst Behrendt (Diplomat)

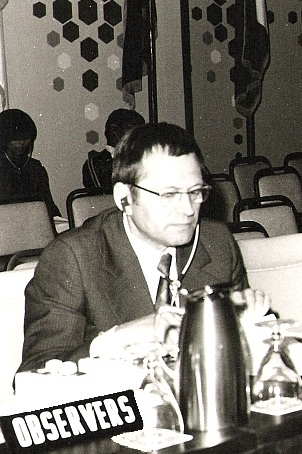
Horst Behrendt am Observertisch – 18. Sitzung des Verwaltungsrates der UNDP im Juli 1974 in Manila

Horst Behrendt (* 19. Mai 1920 im westpreußischen Bromberg, heute Bydgoszcz; † 1. Oktober 2018) war ein deutscher Wissenschaftler und Jurist. Während der 1930er und 1940er Jahre beteiligte er sich in mehreren Ländern Europas an Widerstandsbewegungen gegen den Nationalsozialismus. Er war ein deutscher Diplomat und im Außenministerium der DDR wie im Diplomatischen Dienst der DDR tätig.

## Leben
Da Horst Behrendt einem sozialdemokratischen Elternhaus entstammte, wurde er Mitglied der Roten Falken. Nach der nationalsozialistischen Machtübernahme 1933 weigerte sich sein Vater, ein Angestellter der Stadtverwaltung des Bezirks Berlin-Lichtenberg, einen Treueeid auf die neuen Machthaber zu leisten, was ihn seine Anstellung kostete. Horst Behrendt kam ebenso in Konflikt, da er 1935 der Aufforderung nicht nachkam, der Hitlerjugend beizutreten. Als Folge musste er das Gymnasium ohne Abschluss verlassen. Da nach 1933 zunehmend Organisationen wie auch sozialdemokratische Jugendverbände nicht mehr offen politisch aktiv sein konnten, trafen sie sich im benachbarten Ausland. Viele illegal organisierte deutsche Jugendliche wie auch Horst Behrendt trafen sich regelmäßig im Riesengebirge in Spindlermühle. Dabei kamen Rote Falken, wie auch kommunistische Jugendliche zusammen. Im Sommer 1936 konnte Horst Behrendt unbehelligt zu einem internationalen Jugendtreffen am schwedischen Mälarsee und wieder zurück gelangen.
In seiner anschließenden Lehre als Feinoptiker bei der Firma Fuess in Berlin-Steglitz bekam er Kontakt zur illegalen KPD-Betriebszelle, die Fritz Starke, dem späteren Bezirksbürgermeister von Steglitz 1945, in dieser Firma leitete und zur Widerstandsgruppe um Robert Uhrig. Horst Behrendt absolvierte nach der Lehre an einer Abendschule sein Abitur. Als mit der Okkupation Frankreichs seit 1940 auch erste französische Zwangsarbeiter der Firma Fuess zugeteilt wurden, nahm Horst Behrendt im Auftrag der Betriebszelle trotz Verbots der Firmenleitung, durch seine auf der Abendschule erworbenen Sprachkenntnisse Kontakt zu den Zwangsarbeitern auf und konnte ihr Vertrauen gewinnen. Gemeinsam kam es auch zum Abhören sogenannter „Feindsender“. Ob es zu Sabotageakten kam, wie es auch in anderen Berliner Betrieben geschah, ist nicht überliefert.
1943 wurde Horst Behrendt in die deutsche Wehrmacht eingezogen und gelangte nach einer Ausbildung in der Nähe von Potsdam als Nachrichtensoldat zur wiederaufgestellten 371. Infanterie-Division in der Bretagne. Mit den Informationen der französischen Arbeiter unternahm er einen Versuch, zum Widerstand der französischen Résistance, dem Maquis in Tours zu gelangen, wurde aber dabei durch die deutsche Feldgendarmerie in Le Mans verhaftet. Er hatte jedoch das Glück, dass seine wahren Absichten nicht bekannt wurden und er lediglich zu einem mehrtägigen Arrest verurteilt wurde. Nach Frankreich, Italien und Kroatien erreichte Horst Behrendt mit der 371. Osteuropa. Er beteiligte sich an einem kleinen illegalen Zusammenschluss von Wehrmachtangehörigen, der sich Englischer Klub nannte. Sie führten Gespräche über Politik und ein mögliches Kriegsende und hörten über ihre Nachrichtentechnik den Sender der BBC. Als seine Einheit in die Ukraine verlegt wurde, unternahm Horst Behrendt einen erneuten Versuch die Wehrmacht zu verlassen. Im März 1944 gelang ihm, indem er sich 15 Stunden bei ukrainischen Bauern in einem Dorf Kyrilowka nahe Winniza versteckte, der Übertritt zur Roten Armee. In der Kriegsgefangenschaft kam er in ein Lager bei Krasnogorsk nordwestlich von Moskau. Dort begann seine Mitarbeit beim Nationalkomitee »Freies Deutschland«, wo er eine Abteilung an der dortigen Antifa-Schule leitete. 1946 kehrte er nach Deutschland zurück.
In Berlin absolvierte er dann ein Jurastudium. In den 1950er Jahren wurde er Mitarbeiter im Ministerium für Auswärtige Angelegenheiten der DDR. Sein erstes Aufgabengebiet war Asien. Er war beteiligt am Aufbau von Handelsvertretungen und Handelsniederlassungen der DDR im Irak, in Indien und in der damaligen burmesischen Hauptstadt Rangoon.
Ab 1960 war er mit Martin Bierbach an der Handelsvertretung in Kairo, Ägypten tätig, 1963 dann an der Handelsniederlassung im indischen Kalkutta. Nach Beendigung der Tätigkeit in Indien wechselte er zum Institut für Internationale Beziehungen an der Deutschen Akademie für Staats- und Rechtswissenschaft (DASR) in Potsdam-Babelsberg. Dort promovierte er 1967. In den Folgejahren war das Entwicklungsprogramm UNDP der Vereinten Nationen sein Spezialgebiet.
Behrendt starb im Alter von 98 Jahren.

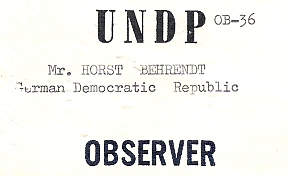
Observer Card – Sitzung des Verwaltungsrates der UNDP in Genf im Juli 1976